# Evan Roos
Pour les articles homonymes, voir Roos.

a Compétitions nationales et continentales officielles uniquement.

b Matchs officiels uniquement.
Dernière mise à jour le 29 octobre 2024.
Evan Roos, né le 21 janvier 2000 au Cap (Afrique du Sud), est un joueur international sud-africain de rugby à XV jouant au poste de troisième ligne centre avec la franchise des Stormers en United Rugby Championship, et la Western Province en Currie Cup.

## Biographie

### Carrière en club
Evan Roos est né au Cap, mais grandit à Pretoria où il commence à jouer au rugby à XV lors de son enfance. Il est éduqué dans un premier temps à la Afrikaanse Hoër Seunskool (en) (Affies), où il joue au rugby. Il représente à cette période la province des Blue Bulls dans les catégories des moins de 12 et 13 ans. Il dispute avec cette équipe la Craven Week des moins de 13 ans en 2013.
Ses parents déménageant à Paarl, il rejoint ensuite le Paarl Boys' High School (en), avec qui il continue sa formation rugbystique,. Après de bons matchs dans championnat scolaire, il fait partie de la sélection de la Western Province retenue pour disputer la Craven Week des moins de 18 ans en 2017, mais il doit finalement déclarer forfait sur blessure,. À nouveau sélectionné l'année suivante, il effectue alors de solides performances et participe au parcours parfait de son équipe, qui termine la compétition invaincue,. Après la compétition, est élu meilleur joueur sud-africain des moins de 18 ans de l'année 2018.
Après avoir terminé sa scolarité, il est recruté par la province des Natal Sharks, basée à Durban,. Avec sa nouvelle équipe, il doit principalement se contenter avec l'équipe des moins de 21 ans dans le championnat provincial espoir,. Il est nommé meilleur joueur de son équipe dans sa catégorie d'âge en 2019.
Roos dispute son premier match au niveau professionnel le 10 août 2019 contre les Free State Cheetahs en Currie Cup. Il ne joue que deux rencontres lors de la compétition, toutes comme remplaçant. L'année suivante, il est intégré à l'effectif de la franchise des Sharks pour disputer le Super Rugby 2020, puis le Super Rugby Unlocked (en),. Il ne dispute cependant aucune rencontre dans ces deux compétitions.
Lassé par son manque d'opportunité aux Sharks, et par l'éloignement de chez lui, il envisage à la fin de l'année 2020 de mettre un terme à sa carrière afin de reprendre des études. Toutefois, il est convaincu par l'entraîneur des Stormers John Dobson (en) de continuer à jouer, et de rejoindre sa franchise,. Au niveau provincial, il fait également son retour à la Western Province.
En 2021, il débute avec les Stormers en Pro14 Rainbow Cup, disputant quatre rencontres. Avec sa franchise, il affronte également les Lions britanniques à l'occasion de leur tournée en Afrique du Sud. Il se fait ensuite particulièrement remarquer sous le maillot de la Western Province lors de la Currie Cup 2021, où il multiplie les performances de qualité,,. Par la suite, il prolonge son contrat jusqu'en 2025.
L'année suivante, Roos continue de performer et participe activement au bon parcours de son équipe qui, pour leur première saison en United Rugby Championship, remporte le championnat,,. Grâce à ses performances, il est nommé meilleure révélation de la saison, et il est élu meilleur joueur de la compétition,.
En mai 2024, après une nouvelle saison pleine avec les Stormers, il prolonge son contrat jusqu'en 2027.

### Carrière internationale
Evan Roos joue avec l'équipe d'Afrique du Sud scolaire en 2018, affrontant les sélections française, galloises et anglaises des moins de 18 ans,.
En juin 2022, il est sélectionné pour la première fois avec les Springboks par le sélectionneur Jacques Nienaber pour préparer la série de test-matchs face au pays de Galles. Il est alors préféré à l'expérimenté Duane Vermeulen, laissé au repos. Il connaît sa première sélection lors du deuxième match de la série, le 9 juillet 2022 à Bloemfontein.
En juin 2023, il est sélectionné dans le groupe de 40 joueurs retenu pour disputer le Rugby Championship 2023, ainsi que préparer la Coupe du monde à venir. En août 2023, il n'est pas retenu dans le groupe définitif pour disputer le Mondial en France.

## Palmarès

### En club
- Vainqueur du United Rugby Championship en 2022 avec les Stormers.

### Distinctions personnelles
- Meilleur marqueur d'essais de la Currie Cup en 2021 (8 essais).